# Flatoidessa fulva
Flatoidessa fulva är en insektsart som först beskrevs av Melichar 1902.  Flatoidessa fulva ingår i släktet Flatoidessa och familjen Flatidae. Inga underarter finns listade i Catalogue of Life.